# Temples de Shikshin
Le Temples de Shikshin (chinois : 七個星佛寺 ; pinyin : qīgèxīng fósì ; litt. « Temple bouddhiste des sept étoiles ») est un ensemble de sites bouddhiques, situés dans le xian autonome hui de Yanqi, préfecture autonome mongole de Bayin'gholin, région autonome ouïghoure du Xinjiang, en République populaire de Chine.

## Galerie

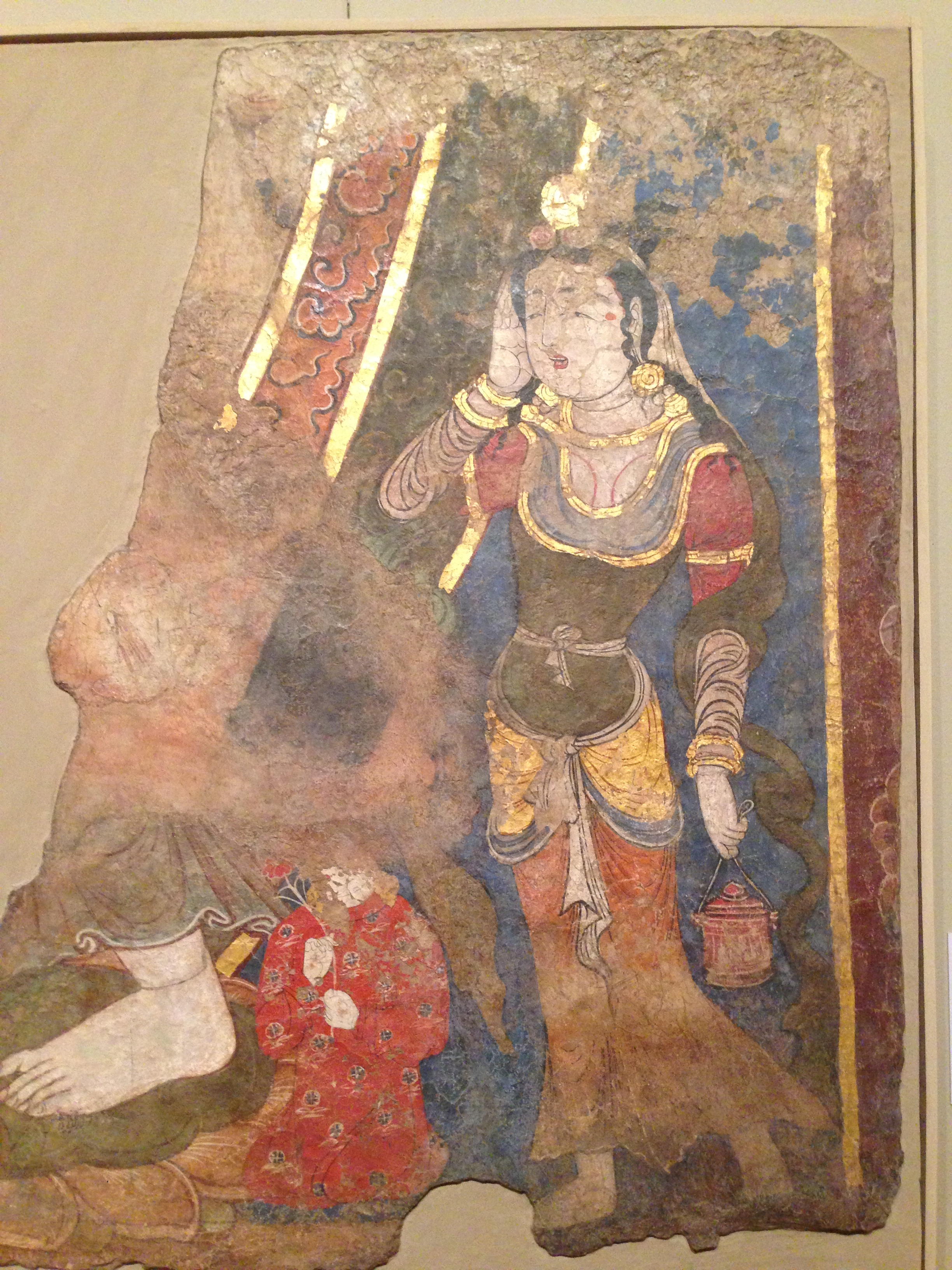
peinture murale représentant une femme avec une urne
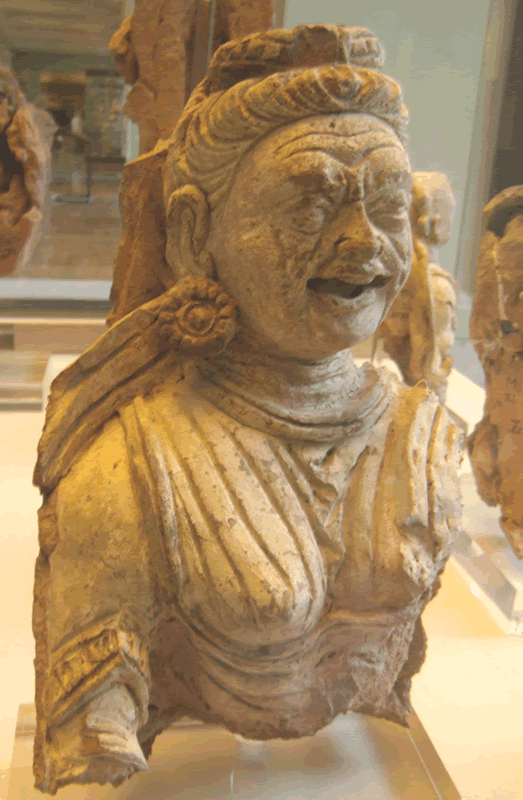
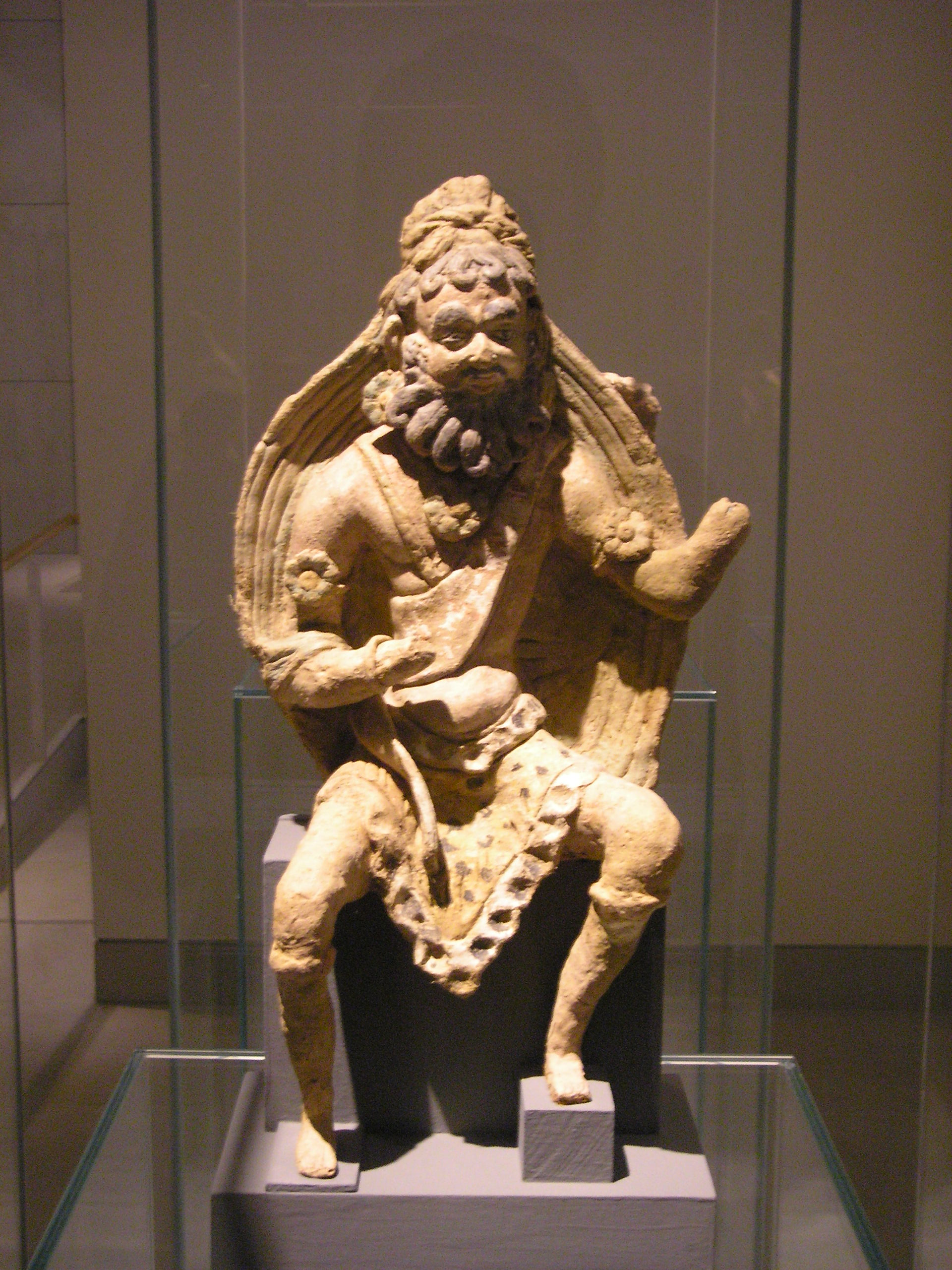
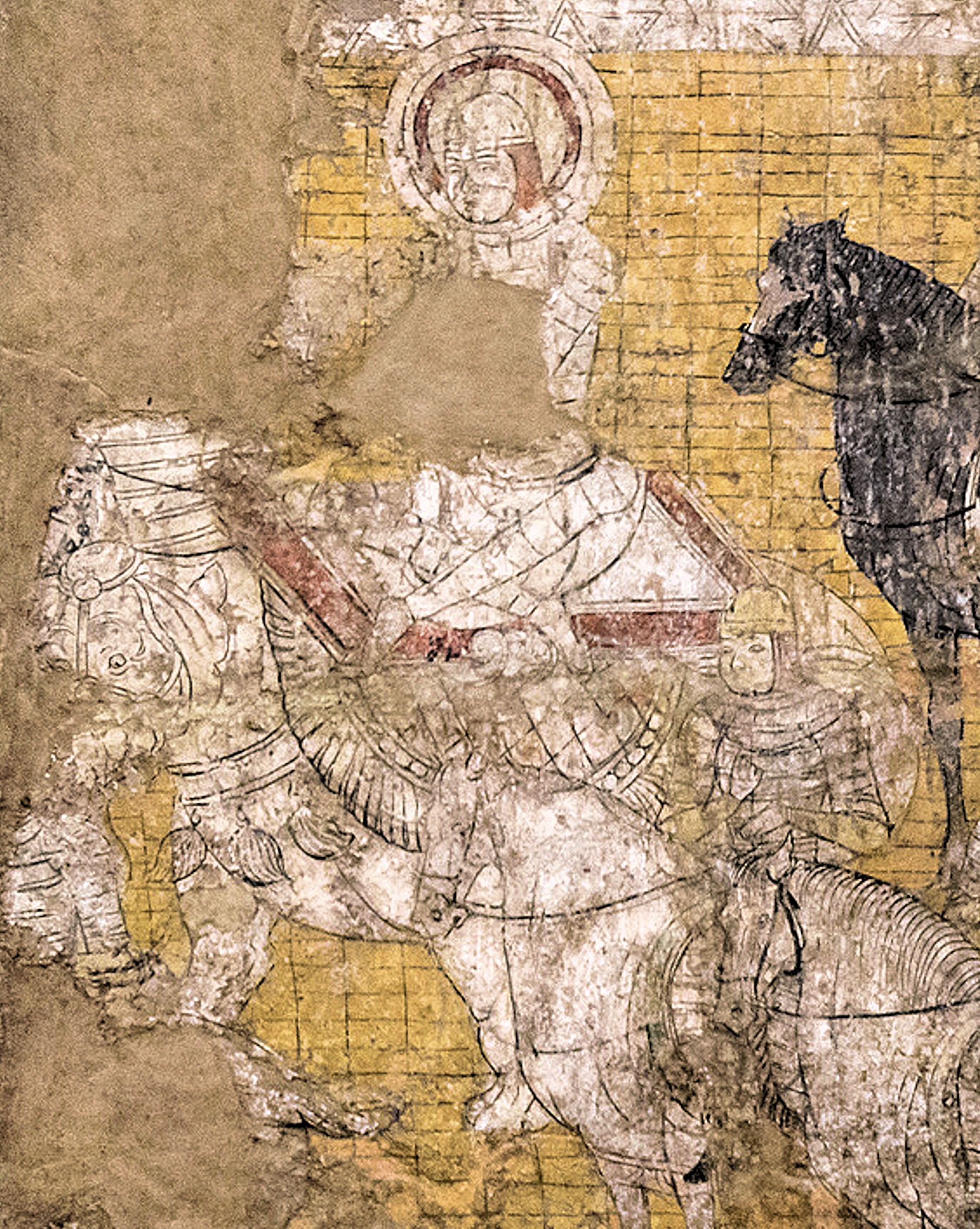
peinture du VIIIe siècle
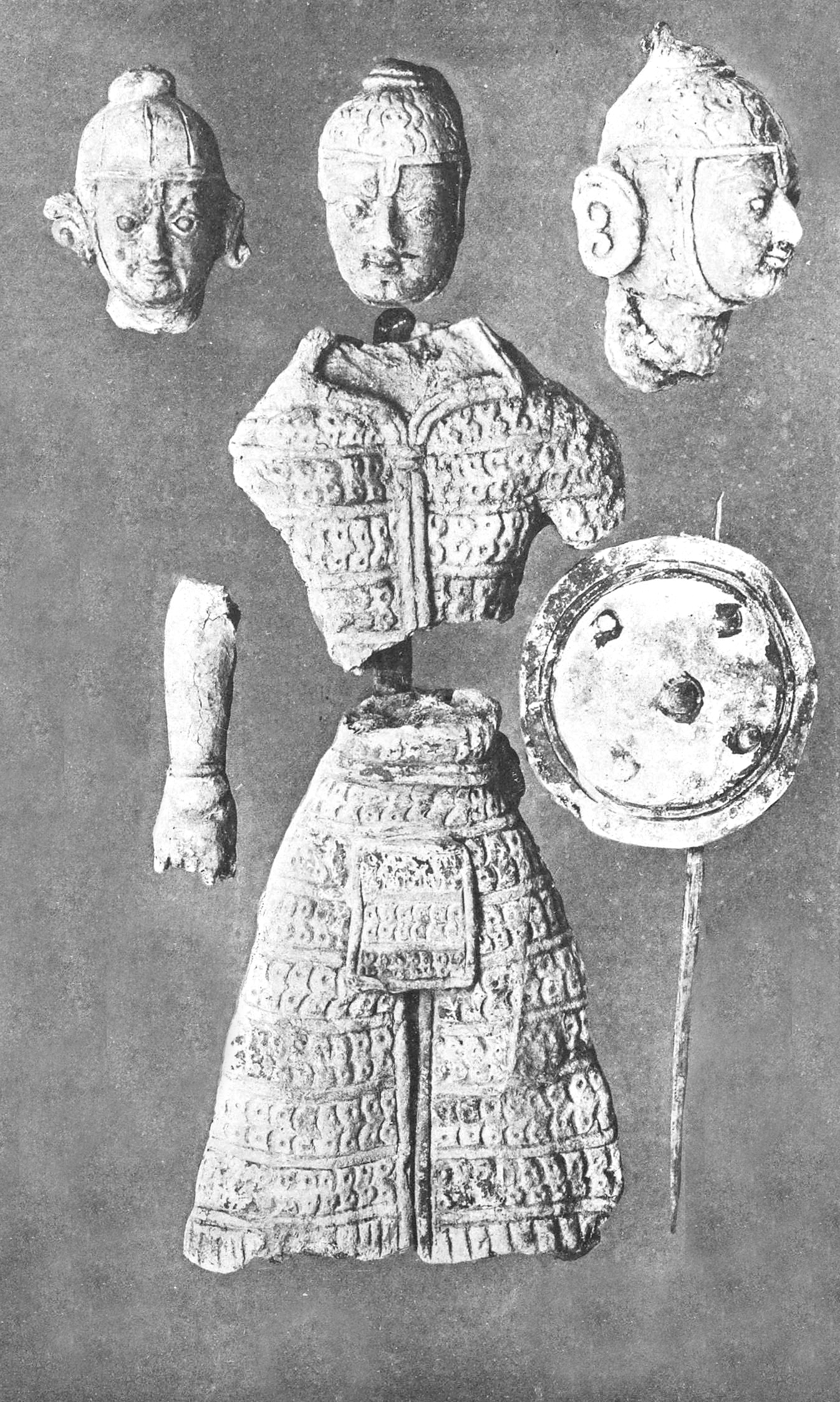
Statuette de soldat de la dynastie Tang (VIe siècle à VIIe siècle).